# Ilat-Laun
Ilat-Laun (Ilatalaun, Ilatlau, Hat-Laun) ist ein osttimoresischer Suco im Verwaltungsamt Bobonaro (Gemeinde Bobonaro).

## Geographie
Der Suco liegt im Norden des Verwaltungsamts Bobonaro. Im Süden grenzt er an den Suco Atu-Aben und im Osten an den Suco Soileco. Im Nordosten bildet der Fluss Marobo die Grenze zur Gemeinde Ermera, mit seinem Suco Laubono (Verwaltungsamt Atsabe). Im Norden überquert Ilat-Laun den Marobo und reicht bis zum Suco Atudara (Verwaltungsamt Cailaco). Der Babonasolan, ein Zufluss des Marobos, bildet die Westgrenze zum Suco Raiheu (Verwaltungsamt Cailaco). Sein Nebenfluss Anasola folgt der Grenze zum Suco Ritabou (Verwaltungsamt Maliana) im Südwesten. Ilat-Laun hat eine Fläche von 6,44 km² und teilt sich in drei Aldeias Ilat-Laun, Purugoa und Tunero (Tunu Ero, Tonero). Im Südwesten, an der Grenze zu Atu-Aben und Soileco, erhebt sich der Foho Ilat-Laun (1061 m, Lage). Er bildet das Zentrum der historischen Region Marobo, zu der die drei Sucos gehören.
Das Zentrum und der Westen des Sucos gehören zur Aldeia Tunero. An der Straße, die auf einigen Vorgipfeln des Foho Ilat-Laun westlich am Berg vorbeiführt liegen die Ortschaften Ulaga, Tunero und Asubean (Asobea). Tunero ist der Hauptort des Sucos mit dem Sitz des Sucos, der Kapelle Nossa Senhora de Fátima und der Grundschule Beabenas Ilat-Laun. Weiter nördlich liegt bereits in der Aldeia Ilat-Laun das Dorf Borluli. Zur Aldeia gehört der Osten und Süden des Sucos. Im Süden befinden sich das Dorf Atuegas und westlich davon die Termas do Marobo (Lage), ein Freibad, das von heißen Quellen gespeist wird. Bei Borluli liegt mit den Termas do Soileco  (Lage) eine weitere, kleinere Thermalquelle. In Atuegas steht zudem ein Hospital. In der Aldeia Purugoa, im Norden, liegen die Ortschaften Purugoa und Raiklaran. Raiklaran verfügt über eine Grundschule.

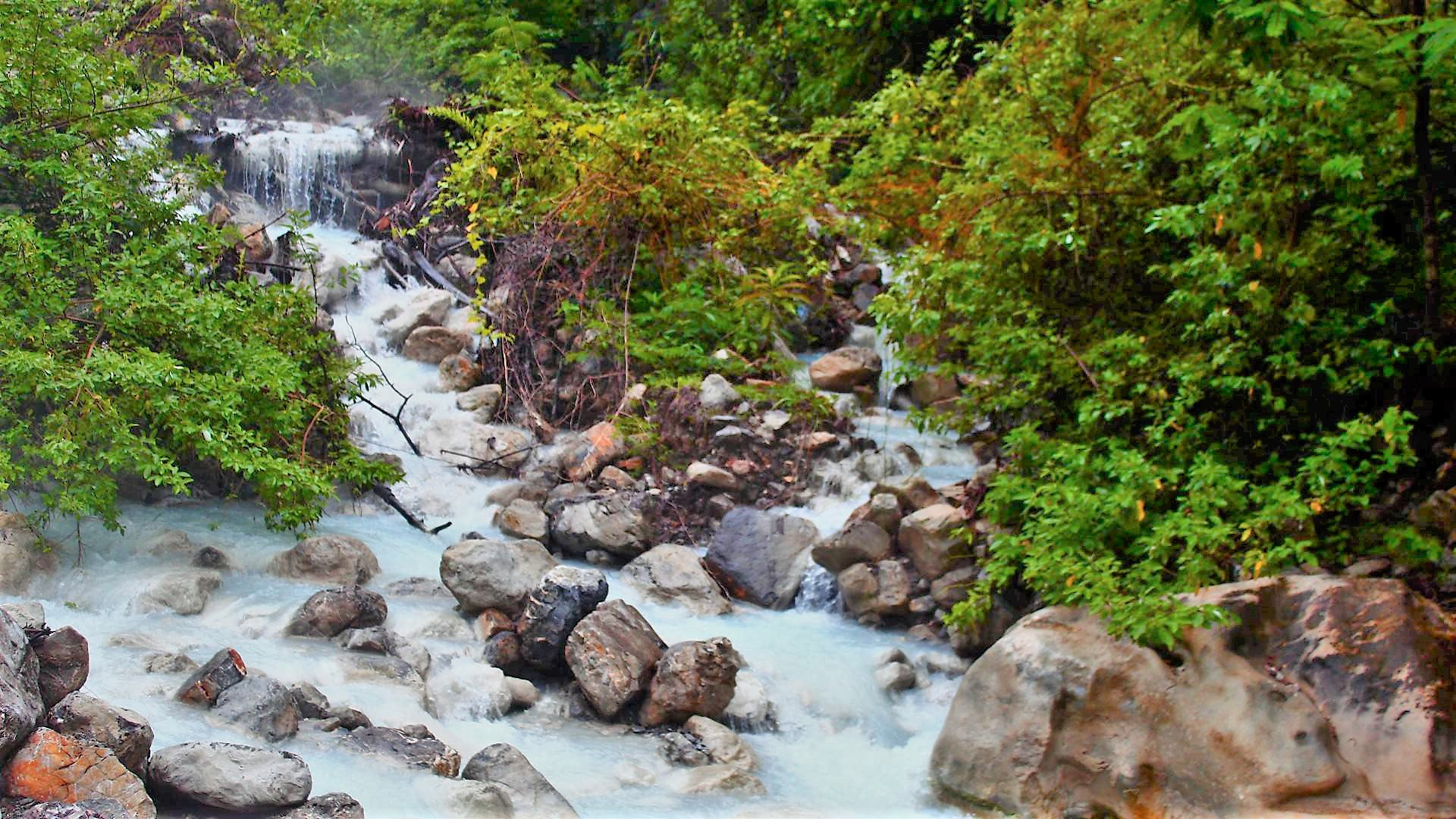
Der Bee Mutin Manas, der „weiße, warme Fluss“
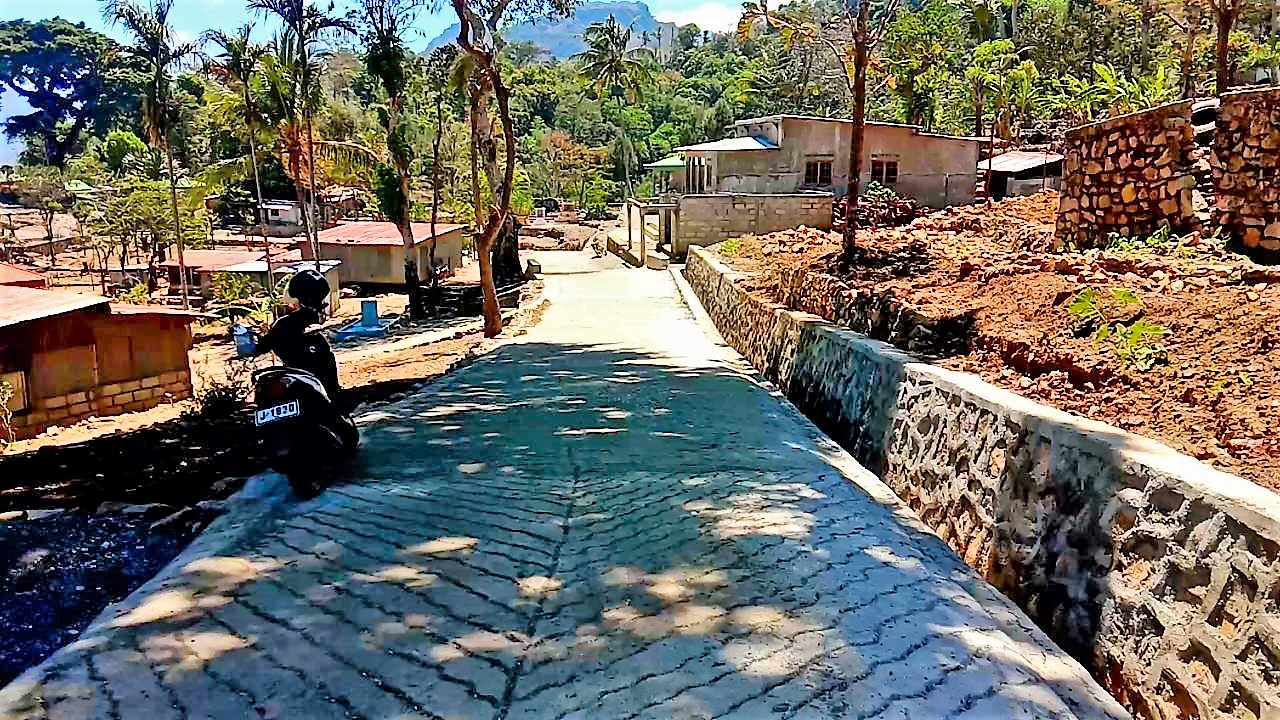
In einer Siedlung
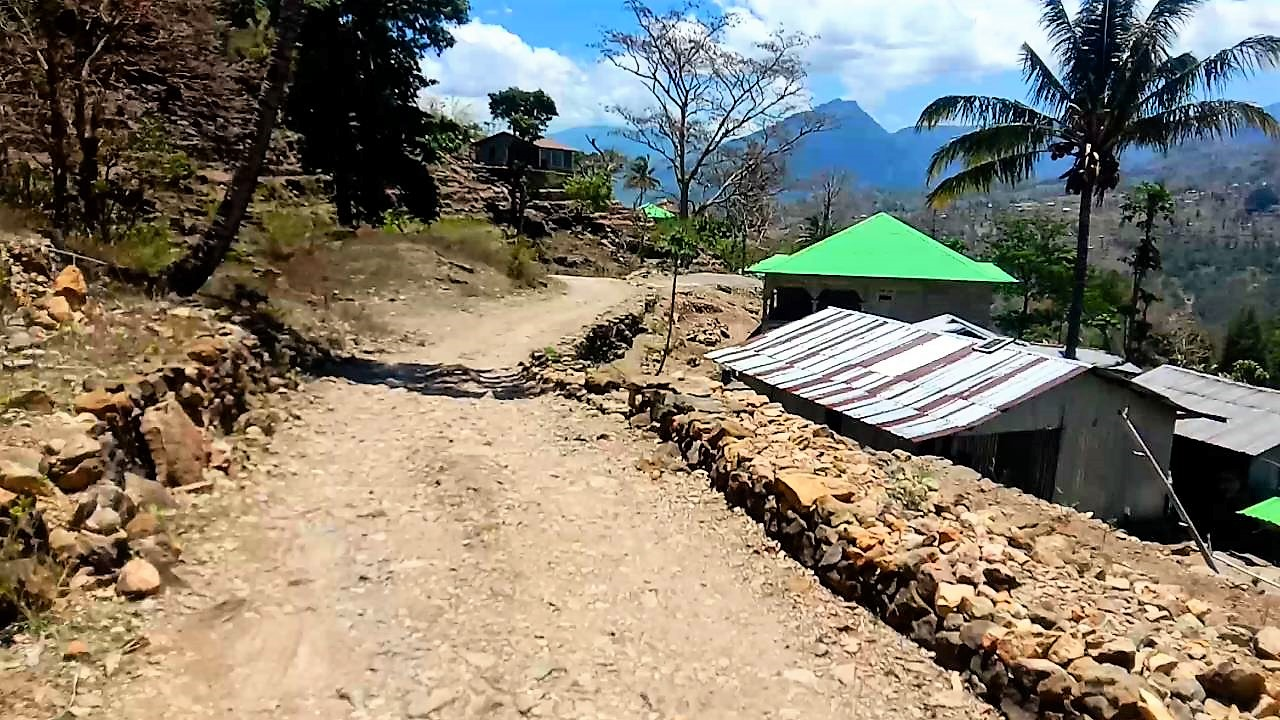
Unterwegs im Suco
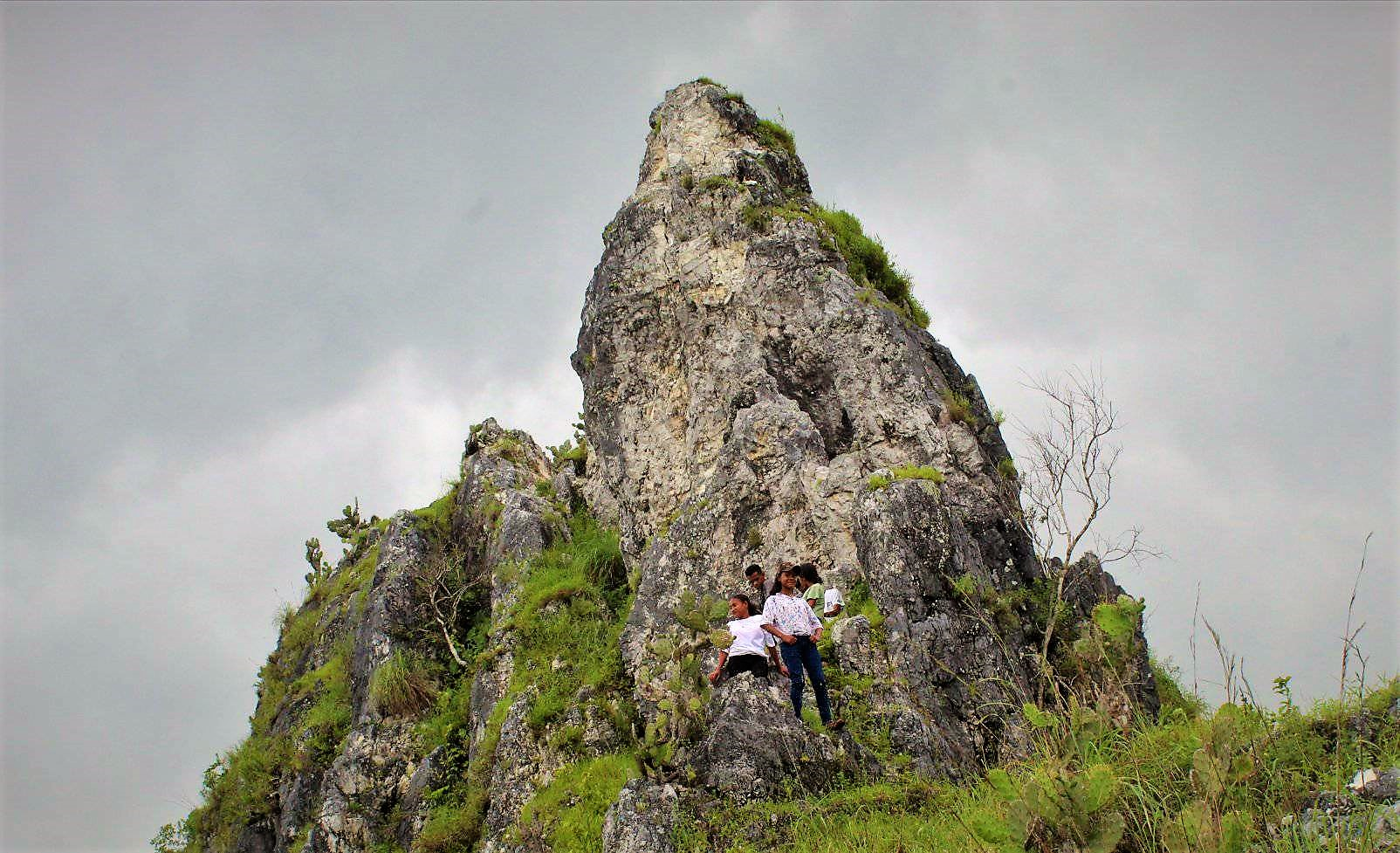
Der Foho Ilat-Laun

## Einwohner

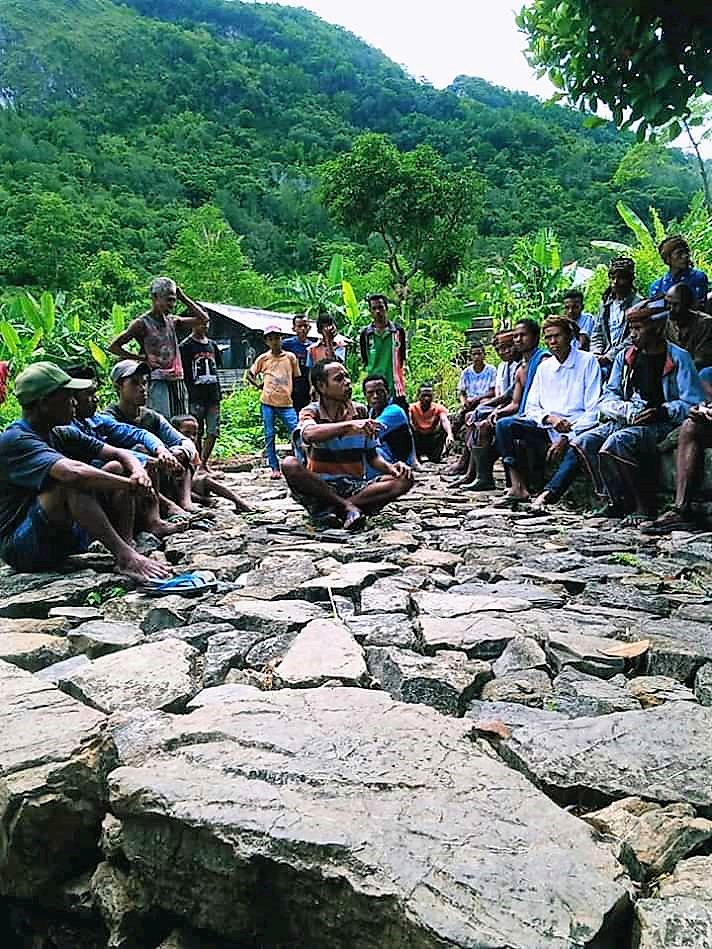
Ritual am Foho Ilat-Laun

Im Suco leben 1.637 Einwohner (2022), davon sind 837 Männer und 800 Frauen. Im Suco gibt es 259 Haushalte. Etwa 95 % der Einwohner geben Kemak als ihre Muttersprache an. Etwa 5 % sprechen Tetum Prasa. In Marobo haben sich die Kemak über Generationen mit der benachbarten Ethnie der Bunak vermischt, weswegen es kulturelle Unterschiede zwischen den Kemak von Atsabe und Marobo gibt. Gleiches gilt für den östlich gelegenen Suco Obulo, mit dem Marobo enge Beziehungen hat. Die französische Anthropologin Brigitte Renard-Clamagirand studierte zwischen 1966 und 1970 die hiesige Kultur.

## Geschichte
Die Marobo-Kemak hatten ein kleines Reich, das aber unter der Vorherrschaft des Kemakreiches von Atsabe stand, an dessen Peripherie Marobo lag. Gouverneur José Celestino da Silva führte im März 1895 eine Offensive gegen Marobo und das eng mit ihm verbundene Obulo, um sie endgültig für Portugal zu unterwerfen.

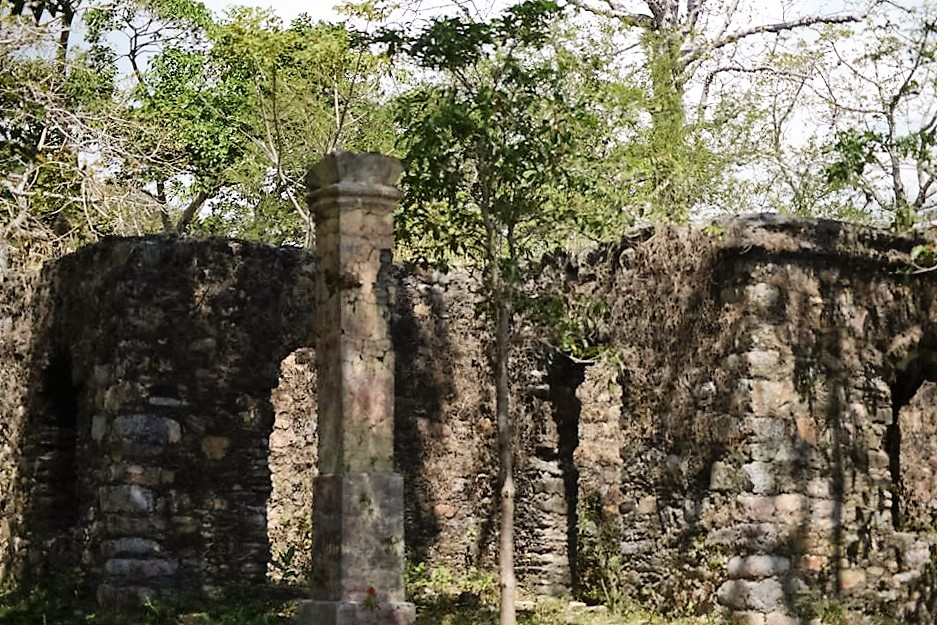
Portugiesische Ruinen in Marobo, südöstlich der Thermen (2016)
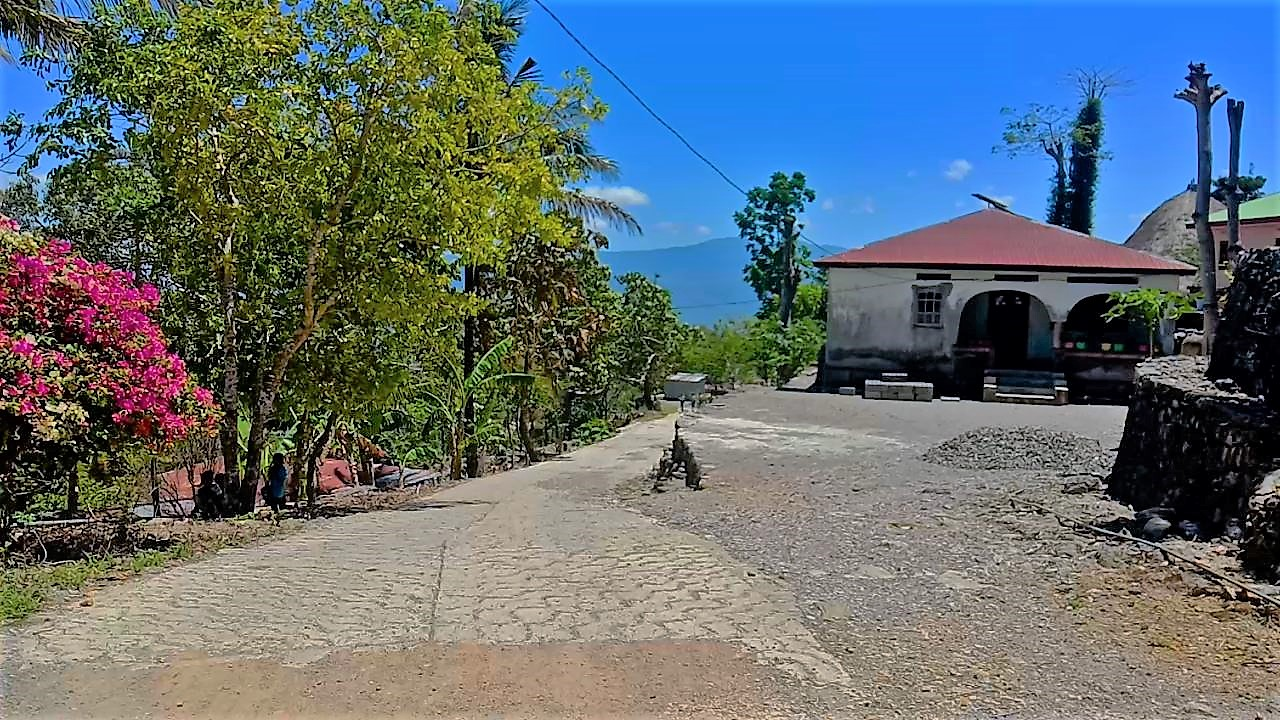
Ein Gebäude aus der Kolonialzeit, rechts erkennt man einen traditionellen Altar

## Politik
Bei den Wahlen von 2004/2005 wurde Adelino Afonso zum Chefe de Suco gewählt. Bei den Wahlen 2009 gewann Lourenço Barreto Afonso, 2016 Juvinal Pires Amaral und 2023 Adelino Maubere.

## Wirtschaft
Während der portugiesischen Kolonialzeit entstand in Ilat-Laun ein Bad mit heißen Quellen, die Termas do Marobo. Das Schwimmbecken, das von der heißen Quelle gespeist wird, existiert noch heute und ist eine überregional bekannte touristische Sehenswürdigkeit.

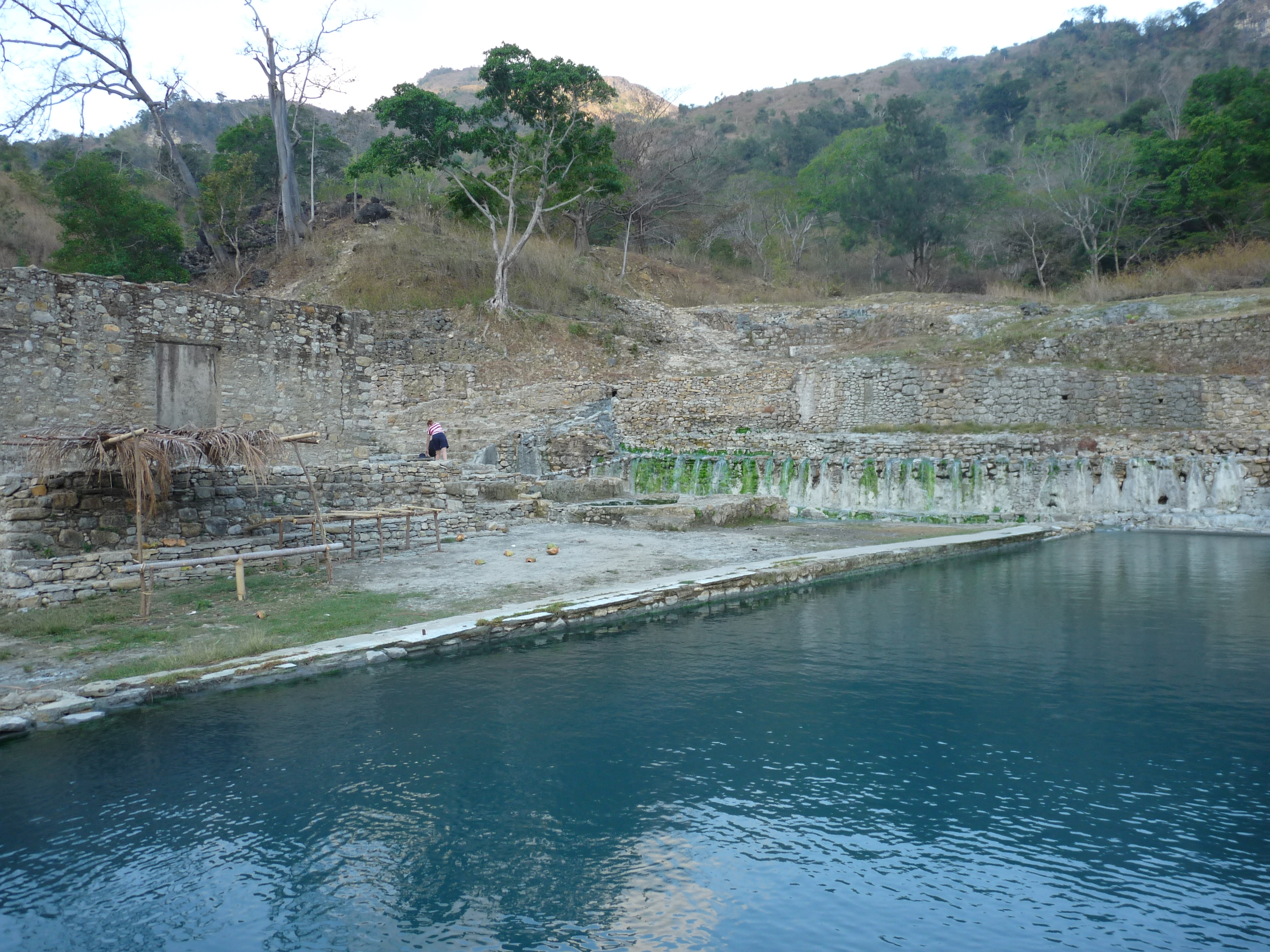
Die Termas do Marobo (2009) vor der Renovierung
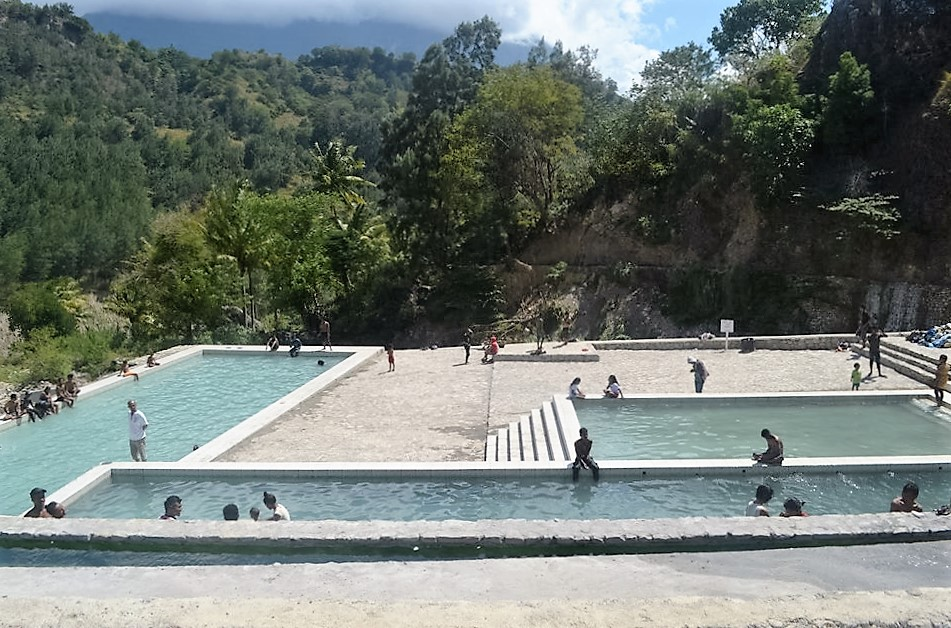
… und 2016